# Арнольд Амальрик
Арно́льд Амальри́к, также Арно́ Амори́ (лат. Arnoldus Amalricus, франц. Arnaud Amaury) (? — 1225) — аббат Сито в 1200—1212, архиепископ Нарбонны в 1212—1225, папский легат, активный участник Альбигойского Крестового похода.

## Биография

### Монашество и карьера в католической церкви
Точная дата рождения Арнольда Амальрика неизвестна. По различным версиям, он родился либо в Лангедоке, либо в Каталонии. Так или иначе, первые упоминания о нём относятся к 1192 году, когда он сделался приором цистерцианского монастыря Поблет в Арагоне. В 1196 году он стал настоятелем этого монастыря.
Позднее Арнольд прибыл (или вернулся) во Францию, где в сентябре 1198 года занял должность аббата монастыря Гран-Сельв. В 1200 году он стал настоятелем аббатства Сито, сделавшись, таким образом, первым лицом в цистерцианском ордене.

### Участие в Альбигойских войнах
В мае 1204 года, повинуясь приказу Папы Иннокентия III, Арнольд прибыл в Тулузу в качестве легата, чтобы поддержать уже присутствовавших там Пьера де Кастельно и Рауля из Фонфруада. Вместе с ними он расследовал дела о симонии и проявлениях альбигойской ереси. Он также отправился вместе с де Кастельно в Сен-Жилль, чтобы отлучить от церкви Раймунда Тулузского.
15 января 1208 года Пьер де Кастельно был убит. Арнольд, потрясённый происшедшим, отправил Папе письмо, в котором обвинил в смерти де Кастельно графа Тулузского и попросил объявить Крестовый поход против него.
Арнольд Амальрик выступил в качестве основного вдохновителя и духовного лидера Альбигойского Крестового похода. Иннокентий III предоставил ему широчайшие полномочия. Арнольд призвал к походу всех феодалов северной Франции; по его предложению все, кто мог бы принять крест, но не сделал этого, должны были лишиться права «пить вино, есть за столом по утрам и вечерам, одеваться в ткани пеньковые и льняные». Раймунду VI, который попросил примирения, он отказал.
Когда армия крестоносцев в июле 1209 года подошла к городу Безье и осадила его, Арнольд выступил за немедленный штурм. Ему приписывается знаменитая фраза «Убейте всех! Господь отличит своих» (лат. Cædite eos! Novit enim Dominus qui sunt eius), которую он якобы произнёс в ответ на вопрос о том, как можно отличить католиков от еретиков. Несмотря на то, что фраза получила широкую известность, на данный момент нет никаких доказательств её подлинности.
После взятия Безье армия католиков двинулась на Каркассон. У стен города Арнольд принял арагонского короля Педро II, который просил его о снисхождении к городу, но получил отказ. После штурма, однако, Арнольд принял капитуляцию горожан и запретил разграблять Каркассон. По его требованию был созван совет, на котором военным вождём похода избрали Симона де Монфора.
Принимал участие в осаде замка Минерв (лето 1210 года) и вёл переговоры о сдаче с Гийомом, предводителем осаждённых. Арнольд добился добровольной сдачи замка и выдачи всех еретиков-альбигойцев, которым была обещана жизнь при условии их перехода в католичество. Из ста пятидесяти альбигойцев обратиться согласились только три женщины, прочих Арнольд приказал сжечь заживо.
В январе 1211 года участвовал в мирных переговорах с Раймундом Тулузским и предложил ему условия, которые тот счёл неприемлемыми (они включали роспуск армии, разрушение укреплений основных крепостей и выплату большой дани, а самому графу предлагалось отречься от власти и стать госпитальером). В ответ на отказ Раймунда исполнять эти требования Арнольд повторно отлучил его от церкви и призвал крестоносцев к завоеванию Тулузы. Он сам некоторое время командовал частью крестоносной армии.
12 марта 1212 года Арнольд Амальрик был назначен архиепископом Нарбонны. В этом качестве, как вассал короля Арагона, он принял участие в подготовке к битве при Лас-Навас-де-Толоса, помогая испанским королям войсками. После победы он отправил Папе отчёт о сражении.
В январе 1216 года он потребовал от горожан Нарбонны вассальной присяги, претендуя на власть, равную герцогской, что вызвало возмущение Симона де Монфора, который был фактическим сюзереном города. Арнольд отлучил Монфора, в ответ на что тот занял Нарбонну силой. В борьбе за власть Арнольд потерпел поражение и вынужден был признать Симона правителем города.
После гибели Симона де Монфора при Тулузе (25 июня 1218 года) поддержал его сына и наследника Амори в борьбе против Раймунда Юного, нового графа Тулузы, однако не смог оказать ему сколько-нибудь существенную помощь и вынужден был признать потерю им всех ранее завоёванных владений.
Умер в 1225 году и был похоронен в аббатстве Сито.